# 1994년 3월
| 1994년: 1월 · 2월 · 3월 · 4월 · 5월 · 6월 · 7월 · 8월 · 9월 · 10월 · 11월 · 12월 |

| <          | 1994년 3월 | 1994년 3월  | 1994년 3월 | 1994년 3월 | 1994년 3월 | >           |
| 일         | 월         | 화          | 수         | 목         | 금         | 토          |
|            |            | 1 1.20 병술 | 2 21 정해  | 3 22 무자  | 4 23 기축  | 5 24 경인   |
| 6 25 신묘  | 7 26 임진  | 8 27 계사   | 9 28 갑오  | 10 29 을미 | 11 30 병신 | 12 2.1 정유 |
| 13 2 무술  | 14 3 기해  | 15 4 경자   | 16 5 신축  | 17 6 임인  | 18 7 계묘  | 19 8 갑진   |
| 20 9 을사  | 21 10 병오 | 22 11 정미  | 23 12 무신 | 24 13 기유 | 25 14 경술 | 26 15 신해  |
| 27 16 임자 | 28 17 계축 | 29 18 갑인  | 30 19 을묘 | 31 20 병진 |            |             |

| 편집하기 |

## 1994년3월 15일
- 대한민국의 서울도시철도공사가 창립되다.